# Ga Cái Lân
Ga Cái Lân là một nhà ga xe lửa tại thành phố Hạ Long, tỉnh Quảng Ninh. 
| Ga trước Hạ Long | Đường sắt Việt Nam Đường sắt Kép - Cái Lân | Ga sau (không có) |